# 吳獻臺
吳獻台（1548年—1628年），字啓袞，號霞城，晚年更署素心居士，福建莆田縣黃石鎮（今莆田市荔城区黄石镇）人。明朝政治人物。

## 生平
萬曆四年（1576年）丙子科福建鄉試第十四名，萬曆八年（1580年）庚辰科會試第二十二名，登三甲第十三名進士。户部觀政，本年授紹興府推官，丁憂归乡。十三年复除濟南府推官，充本省乡试同考官，十六年仍充本省乡试同考。十七年升吏部主事，十八年升考功司员外郎，十九年出為浙江按察司副使，二十二年升本省布政使司右參政，二十五年升本省按察使，二十六年十一月升本省右布政使，任內有惠政。二十八年七月轉山西左布政使，二十九年五月调补江西左布政使，三十四年二月擢順天府府尹，三十五年正月考察调簡，致仕歸里，卒年八十一。

## 家族
曾祖吳彰善；祖父吳正誼；父吳三畏，曾任府同知。母程氏。

## 著作
有《綠蘿軒存稿》。